# John Dick (Fußballspieler, 1930)
John Hart Dick, Rufname Jackson oder Johnny, (* 19. März 1930 in Govan, Glasgow; † 27. September 2000 in Chigwell) war ein schottischer Fußballspieler. Dick war einer der besten Torjäger in der Geschichte des Londoner Klubs West Ham United, für den er zwischen 1953 und 1962 166 Pflichtspieltreffer erzielte.

## Vereinskarriere
John Dick spielte in seiner Geburtsstadt Glasgow bei Maryhill Harp und absolvierte eine Ausbildung zum Maschinist, bevor er 1950 während seines Militärdienstes im englischen Colchester stationiert war. Dort schloss er sich dem Amateurklub Crittall Athletic an und sorgte mit seinen Leistungen für Interesse bei mehreren Profiklubs. West Ham Uniteds Manager Ted Fenton sicherte sich schließlich die Dienste des linken Halbstürmers, kurz bevor auch der Lokalrivale Tottenham Hotspur Dick unter Vertrag nehmen wollte. Sein Profidebüt in der Second Division gab Dick am 19. August 1953 beim 5:0-Heimerfolg zum Saisonauftakt gegen Lincoln City F.C., seinen ersten Treffer erzielte er in seinem 13. Einsatz, einer 1:2-Niederlage bei Derby County. Dick etablierte sich in den folgenden Spielzeiten als regelmäßiger Torschütze bei West Ham, aber erst die Verpflichtung des Mittelstürmers Vic Keeble im Oktober 1957 sorgte für Aufstiegsambitionen, nach 26-jähriger Erstligaabstinenz. Das Zusammenspiel zwischen Keeble und Dick funktionierte von Beginn an hervorragend, am Saisonende hatten beide gemeinsam 40 der 101 Saisontore von West Ham erzielt, als man als Zweitligameister die Rückkehr in die First Division realisierte. Die erste Erstligasaison 1958/59 schloss West Ham auf dem 6. Tabellenplatz ab, Dick trug mit 27 Toren als mannschaftsintern bester Torschütze maßgeblich dazu bei und überbot seinen Torrekord von 26 Treffern aus der Saison 1954/55. In den folgenden Jahren fungierte er gelegentlich als Kapitän, 1961/62 belegte er in der Wahl zum klubinternen Spieler des Jahres den 2. Platz. Zum Zeitpunkt seines Abgangs kam bei West Ham eine neue Generation an Spielern um die späteren Weltmeister von 1966, Bobby Moore, Martin Peters und Geoff Hurst, nach; mit 166 Pflichtspieltreffern in 351 Einsätzen ist er hinter Vic Watson (326) und Geoff Hurst (252) gemeinsam mit Jimmy Ruffell drittbester Torschütze in der Geschichte von West Ham United.
Im September 1962 wechselte Dick für £17.500 Ablöse in die Fourth Division zum FC Brentford, dem er in seiner ersten Saison mit 23 Treffern zur Ligameisterschaft und dem Aufstieg in die Third Division verhalf. 1965 beendete er seine Profilaufbahn und spielte noch kurzzeitig in der Southern League bei Gravesend & Northfleet, musste aber bereits im Herbst verletzungsbedingt seine Fußballkarriere beenden. Nach seiner aktiven Karriere war er Anfang der 1970er im Nachwuchsbereich von West Ham United tätig; hauptberuflich war er, wie auch sein früherer Mannschaftskamerad Lawrie Leslie, bei der Inner London Education Authority angestellt. Er verstarb im September 2000.

## Nationalmannschaft
Dick spielte bereits 1950 einmal für das Jugendnationalteam Schottlands, 1954 schloss sich ein Einsatz für die schottische B-Nationalmannschaft bei einem 1:1-Unentschieden gegen die englische B-Auswahl an. Zu seinem einzigen Einsatz in der A-Nationalmannschaft Schottlands kam Dick am 11. April 1959 gegen England im Rahmen der British Home Championship vor fast 100.000 Zuschauern im Wembley-Stadion. Schottlands Stürmerreihe setzte sich in dieser Partie aus Graham Leggat, Bobby Collins, David Herd, John Dick und Willie Ormond zusammen, Dick selbst bezeichnete seinen Auftritt bei der 0:1-Niederlage später als „eine der schlechtesten Leistungen meiner Karriere“.

## Erfolge
- Meister der Second Division: 1957/58
- Meister der Fourth Division: 1962/63